# Stad van beenderen
Stad van beenderen (Engels: City of Bones) is het eerste deel van de jeugdboekenserie Kronieken van de Onderwereld.

## Korte inhoud
De vijftienjarige Clary woont met haar moeder in New York. Wanneer deze ontvoerd wordt, komt Clary achter het familiegeheim: haar moeder behoorde ooit tot een groep demonenjagers. Langzaamaan lukt het Clary om tot die wereld door te dringen. Maar de wereld van de demonenjagers is verscheurd. Zal het Clary en haar vrienden lukken om haar moeder te redden?

## Verhaal
Wanneer de 15 jaar oude Clary Fray samen met haar beste vriend Simon Lewis naar de Pandemonium Club gaat, een club in New York, ziet ze opeens een meisje dat een jongen verleidt en samen naar de opslagplaats gaan. Wanneer zij echter gevolgd worden door twee gewapende jongens, aarzelt ze niet en ze volgt hen. Ze ziet dat de twee jongens en het meisje de andere jongen willen vermoorden. Ze probeert hen tegen te houden maar uiteindelijk slagen ze er toch in om de jongen te doden, hoewel die na zijn dood gewoon oplost. De jongen bleek een demon te zijn en de drie tieners zijn Shaduwjagers of Nephilim, een ras van engelen en mensen die belast zijn met de taak om de wereld vrij te houden van demonen. Ondertussen is haar beste vriend Simon samen met de bewaking achter haar aan gekomen maar wanneer blijkt dat zij de Schaduwjagers niet kunnen zien, beslist Clary om haar mond te houden. 
Wanneer Clary thuiskomt, is haar moeder, Jocelyn, vlammend kwaad op haar en zegt ze dat ze de volgende dag samen op vakantie gaan in de boerderij van Jocelyns beste vriend, Luke Garroway. Clary ziet dit echter niet zitten en er volgen enkele hevige discussies. Ze verbiedt Clary eigenlijk om het huis uit te gaan maar toch gaat Clary er samen met Simon op uit totdat ze een van de Schaduwjagers, Jace, terugziet bij een dichtnamiddag van een van Simons vrienden. 
Wanneer Jace doorheeft dat Clary hem heeft gezien, verlaat hij het gebouw waarna Clary ook hem volgt. Clary confronteert Jace met haar vragen die ze heeft over de Schaduwwereld waarna Jace tegen haar zegt dat ze misschien niet zo normaal is als ze denkt om vervolgens te zoeken naar runen op haar hand (want alle Schaduwjagers worden gemerkt wanneer ze geboren worden om hen te beschermen van demonische invloeden) maar hij vindt niks. Ze worden dan onderbroken door Clary's telefoon. Het blijkt Jocelyn te zijn die Clary waarschuwt om niet naar huis te komen. Ze klinkt paniekerig en beveelt Clary om bij Simon te blijven en om tegen Luke te zeggen "dat hij haar gevonden heeft'. Haar laatste woorden tegen Clary zijn dat ze van haar houdt. 
Clary is volledig in paniek en vertelt het verhaal aan Jace. Samen gaan ze naar het appartement van Clary waar Jace een 'telefoon' bovenhaalt. Het blijkt echter een Sensor te zijn, een machientje dat de aanwezigheid van demonen detecteert. Ze neemt de Sensor uit Jace's hand en ze loopt naar haar appartement. Daar blijkt het een complete puinhoop te zijn en haar moeder is nergens te vinden. Plots duikt er een demon op die Clary wil doden maar ze duwt de Sensor in de mond van de demon, die hem doorslikt. De demon sterft maar niet voordat hij zijn gif op Clary heeft kunnen spuiten. Clary verliest het bewustzijn nadat Jace haar hielp en wordt na drie dagen van nachtmerries wakker in de ziekenboeg van het New Yorkse Instituut. 
Nadat ze wakker wordt, wordt ze voorgesteld aan de andere bewoners van het Instituut, Isabelle en Alec Lightwood, de twee andere Schaduwjagers die Clary zag in de Pandemonium Club, en het hoofd van het Instituut, Hodge Starkweather. Hij vertelt Clary meer over de Schaduwjagerwereld en zegt ook dat Jocelyn waarschijnlijk is meegenomen door Valentijn Morgenstern, een kwaadaardige Schaduwjager die 15 jaar geleden een oorlog vocht tegen de andere Schaduwjagers samen met zijn volgelingen uit de Cirkel. Wanneer Clary vraagt wat haar moeder hiermee te maken heeft, zegt Hodge dat Jocelyn Valentijns vrouw was.
Met behulp van de Schaduwjagers van het Instituut gaat Clary op onderzoek uit. Eerst gaan ze naar de Stille Stad of de Stad van Beenderen, de woonplaats van de Stille Broeders, bepaalde getransformeerde Schaduwjagers die hun archevisten en dokters zijn. Ze vertellen Clary dat ze een blokkade in haar geheugen heeft die ervoor zorgt dat ze niet aan bepaalde herinneringen kan. Dit geheugenslot blijkt geplaatst te zijn door de heksenmeester Magnus Bane, in opdracht van haar moeder en dat Valentijn haar gevangen houdt voor de Levensbeker. Het moet wel jaarlijks herhaald worden want anders zullen haar herinneringen zachtjes terugkomen. Dit alles vertelt hij op een van zijn feestjes waar Simon per ongeluk verandert in een rat. Hij wordt meegenomen door vampiers naar het Hotel Dumort, hun woonplaats. Clary en Jace gaan samen Simon redden en riskeren hiervoor hun leven. In hun vlucht verdedigt Simon, die nog steeds een rat is, zich door vampiers te bijten. Uiteindelijk kunnen ze ontsnappen en keren ze terug naar het Instituut. 
Clary's herinneringen beginnen nu steeds sneller terug te komen en uiteindelijk weet ze ook waar haar moeder de Levensbeker verstopt heeft: in een van de tarotkaarten die haar moeder schilderde en daarna aan hun onderbuur, Madame Dorothea, gaf. Samen met Alec, Isabelle, Jace en Simon (die voor chauffeur speelt) gaan ze naar Madame Dorothea. Terwijl Jace haar afleidt, neemt Clary de kaarten en haalt de beker tevoorschijn. Ze willen vertrekken maar dan blijkt dat Madame Dorothea eigenlijk is overgenomen door een opperdemon (dit is het werk van Valentijn). Het volgt tot een gevecht waarin Alec zwaar gewond geraakt. Het is uiteindelijk Simon die de demon dood door het dakraam kapot te schieten (demonen worden gedood door zonlicht). Eenmaal terug in het Instituut vertellen ze het hele verhaal aan Hodge. Die roept tot ieders verbazing Valentijn op en overhandigt hem de beker. Valentijn verlost in ruil de vloek die Hodge verbood om buiten het Instituut te gaan (Hodge zat destijds ook in de Cirkel en werd als straf verbannen). Buiten de beker levert Hodge ook Jace uit aan Valentijn.
Clary's nieuwe missie is om uit te zoeken waar Valentijn zich schuilhoudt met de beker en Jace. De twee hebben inmiddels een relatie. Ze contacteert Luke, die een voormalige Schaduwjager blijkt te zijn maar veranderd is in een weerwolf. Hij is de roedelleider van de New Yorkse roedel en samen bestormen ze de schuilplaats van Valentijn. Er vallen veel gewonden maar Luke, Clary en Jace komen er heelhuids uit en een ook (de bewusteloze) Jocelyn wordt gevonden. Valentijn en de beker ontkomen echter maar niet voordat hij onthult dat Jace zijn zoon is en dat Clary en Jace in feite broer en zus zijn. Hij probeert Jace nog te overtuigen om met hem mee te komen maar wanneer die weigert, slaat hij de poort naar Idris, het land van de Schaduwjagers, kapot.

## Personages
Schaduwjagers:
- Clary Fray: het hoofdpersonage uit de serie en de dochter van Jocelyn. Ze is redelijk klein en heeft redelijk lang, rood krullend haar.
- Jace Wayland: een van de eerste Schaduwjagers die Clary ontmoet. Hij wordt beschouwd als een van de meest talentvolle Schaduwjagers van zijn tijd. Hij is een wees na dood van zijn vader en wordt verliefd op Clary.
- Alec Lightwood: is de beste vriend van Jace en is de enige Schaduwjager die een hekel heeft aan Clary omdat hij zelf een oogje op Jace heeft.

Niet veel later krijgt hij iets met de benedeling Magnus Bane. 
- Isabelle Lightwood: Alecs jongere zusje. Ze is beeldschoon maar is desondanks een zeer bedreven Schaduwjager.
- Valentijn Morgenstern: de leider van de Cirkel. De cirkel is een organisatie tegen de kloof. Hij heeft de Schaduwwereld 15 jaar laten geloven dat hij dood was.
- Jocelyn Fray: de vermiste moeder van Clary. Ze is gekidnapt door Valentijn.
- Hodge Starkweather: het hoofd van het New Yorkse Instituut. Hij is door zijn lidmaatschap in de Cirkel verbannen in het Instituut en het is niet mogelijk om het Instituut te verlaten.

Mensen:
- Simon Lewis: Clary's beste vriend. Hij is lang en best wel slungelig en heeft bruin krullend haar. Verder heeft hij een bril, wat hem een nerdy look geeft. Hij en Clary zijn al bevriend sinds hun kindertijd en hij heeft stiekem een oogje op haar. Ook wordt Simon door een vampier gebeten en behoort hij tot de benedelingen.
- Madame Dorothea: de onderbuurvrouw van Clary die opgevoed blijkt te zijn door een heksenmeester.

Benedelingen:
- Magnus Bane: de hoge heksenmeester van Brooklyn die elk jaar een geheugenslot bij Clary plaatst. Hij heeft kattenogen en is lang en heeft zwart kort haar dat is opgezet in piekjes.
- Raphael Santiago: hoofd van de New Yorkse vampierenclan.
- Luke Garroway: de beste vriend van Jocelyn en een voormalige Schaduwjager. Hij is nu een weerwolf en hoofd van de New Yorkse weerwolvenroedel en hielp Clary tijdens de zoektocht naar haar moeder.

## Trivia
- Op de cover staat Jace Wayland en de New Yorkse skyline samen met enkele graven in de Stille Stad.
- De titel verwijst naar de Stille Stad die soms ook de Stad van Beenderen wordt genoemd.
- Het boek wordt verteld vanuit verschillende perspectieven in de Nederlandse druk. dat van Clary en Jace en kort vanuit dat van Luke en de demon die in de Pandemonium Club vermoord werd.
- Van het eerste boek bestaan er een film (The Mortal Instruments: City of Bones) en een Netflix-serie (Shadowhunters: The Mortal Instruments).